# Мармора, Алессандро Ла
Алесса́ндро Ла Ма́рмора (итал. Alessandro La Marmora), или Алесса́ндро Лама́рмора (итал. Alessandro Lamarmora), Алесса́ндро де́лла Ма́рмора (итал. Alessandro della Marmora), полное имя Алесса́ндро Ферре́ро де́лла Ма́рмора (итал. Alessandro Ferrero della Marmora; 27 марта 1799, Турин, Сардинское королевство — 7 июня 1855, Балаклава, Российская империя) — итальянский аристократ из рода Ферреро делла Мармора, генерал-майор, создатель берсальеров. Сторонник движения Рисорджименто. Участник Австро-итальянской и Крымской войны. В последней командовал 2-м сардинским корпусом и умер от холеры во время осады Севастополя.

## Биография

### Ранние годы
Алессандро Ферреро делла Мармора родился в Турине 27 марта 1799 года. Он был восьмым ребёнком из тринадцати детей Челестино, маркиза Ферреро делла Мармора и Рафаэллы, урождённой графини Арджентеро ди Берсецьо. Отец его носил звание капитана Иврейского полка. При крещении новорождённый получил имена Алессандро Эвазио Марии. Его крёстными родителями были старшие брат и сестра. В 1809 году он был назначен пажом при дворе князя Камилло Боргезе, губернатора Пьемонта.

### Начало карьеры
По семейной традиции, ему, как и всем мужчинам рода, была предназначена военная карьера. В июле 1814 года, когда армия Наполеона была изгнана из Пьемонта, княжество снова стало владением Савойского дома. В январе 1815 года Виктор Эммануил I, король Сардинии назначил его в полк охраны. В мае того же года Алессандро Ла Мармора в звании младшего лейтенанта был переведён в гвардейский гренадерский полк. Желая участвовать в походе на Гренобль, в котором не предусматривалось участие его батальона, Ла Мармора поменялся местами с неким знаменосцем. Во время этой экспедиции, из-за взрыва колбы с порохом в его руках, он обжёг глаза и потерял фалангу пальца. В августе 1817 года ему было присвоено звание лейтенанта того же гвардейского гренадерского полка.
Во время волнений 1821 года он сражался на стороне монархии против конституционной армии. После подавления восстания в ноябре 1821 года Карл Феликс, король Сардинии наградил его Кавалерским крестом ордена Святых Маврикия и Лазаря. В феврале 1823 года он получил звание капитана и возглавил командование гвардейской гренадерской бригадой.

### Создание берсальеров
В 1820-х годах Ла Мармора активно занимался военными исследованиями в области реформирования пехоты, изучая иностранный опыт и вооружение. Своей задачей он видел создание полка легковооружённых стрелков, что увеличивало их манёвренность и позволяло решать военные задачи в труднодоступной горной и лесной местности. Вся работа по подготовке к созданию такого полка велась им за свой счёт.
План по организации нового полка в армии Сардинского королевства был готов в 1828 году. Однако из-за бюрократических проволочек лишь в январе 1831 года с ним познакомился министр армии и флота Маттео Анье де Женей. И только 18 июня 1836 года указом Карла Альберта, короля Сардинии, был учреждён новый корпус стрелков — берсальеров, а Алессандро Ла Мармора был назначен командующим этим корпусом. Он лично занимался подготовкой своих подопечных. В 1839 и 1843 годах корпус был увеличен. В январе 1840 года Ла Мармора получил звание подполковника. В апреле 1844 года ему было присвоено звание полковника берсальеров, а в феврале 1845 года он был награждён орденом Святого Иоанна Иерусалимского.

### Участие в Рисорджименто
В 1848 году, перед началом Австро-итальянской войны, или Первой войны за объединение Италии, полк берсальеров был увеличен и разделён на три батальона. Несмотря на протесты со стороны Ла Марморы, который настаивал на том, что берсальерами могут быть только профессиональные военные, полк был пополнен добровольцами, что значительно ослабило его эффективность.
Первой военной операцией с участием берсальеров стало сражение при Гойто 8 апреля 1848 года. Противник бежал. Во время атаки Алессандро Ла Мармора был тяжело ранен в челюсть. Находясь на лечении, он написал «Временные инструкции для берсальеров» и «Уведомление для рекрутов». Ранение заживало медленно, поэтому Ла Мармора сконструировал железный каркас, поддерживавший челюсть, и инструмент для измельчения пищи, так как он утратил способность жевать. В июле того же года он командовал берсальерами в битве при Говерноло. Во время перемирия им был усилен режим подготовки рекрутов, и к концу 1848 году полк уже состоял из пяти батальонов. Особое внимание основатель берсальеров уделил совершенствованию стрелкового вооружения. Ещё в июле 1848 года Алессандро Ла Мармора получил звание генерал-майора, а в феврале 1849 года был назначен начальником штаба армии, сохранив за собой должность инспектора берсальеров.
По окончании перемирия в марте 1849 года, он участвовал в тяжёлых сражениях при Мортаре и Новаре и был ранен в ногу. Благодаря его личному мужеству, армии Сардинского королевства удалось избежать полного разгрома. В ноябре того же года Ла Мармора был удостоен серебряной медали за воинскую доблесть. В апреле 1849 года в звании командующего дивизией он был командирован в Геную в распоряжение королевского комиссара. Его послали туда для подавления народного восстания, которое началось после поражения Сардинского королевства в битве при Новаре.
В 1852 году, во время лечения в генуэзском госпитале, куда он попал после неудачного падения с лошади, Алессандро Ла Мармора познакомился с Розой, вдовой Опиццони, в девичестве Роккотальята, на которой женился 1 июля 1854 года. Брак оказался бездетным. Когда летом и осенью того же года в Генуе разразилась эпидемия холеры, он ежедневно посещал больных в лазаретах и госпиталях. В своём доме они с супругой принимали и оказывали помощь всем, кто в ней нуждался. С просветительскими целями им была написана и издана брошюра о холере, о профилактике этой болезни и способе её лечения.

### Смерть и память
Во время Крымской войны в марте 1855 года Алессандро Ла Мармора был назначен командиром второго корпуса экспедиционных сил Сардинского королевства. В мае того же года его командировали на фронт. Спустя несколько дней после прибытия в Крым он заболел холерой и умер в ночь с 6 на 7 июня 1855 года. На следующий день после смерти его тело, завёрнутое в шерстяное одеяло, похоронили в Балаклаве на территории Российской империи. Над могилой генерала установили памятник.
14 июня 1911 года, в сопровождении сорока шести офицеров и батальона 4-го Туринского полка берсальеров, останки Алессандро Ла Марморы с соответствующими почестями были привезены в Итальянское королевство. Всю ночь перед останками стоял почётный караул. Официальная церемония состоялась на следующий день. В память о нём был дан салют, после чего останки похоронили в семейном склепе в базилике Святого Себастьяна в Бьелле, построенной в 1504 году по проекту Себастьяно Ферреро. Рядом с ним похоронен его брат Альфонсо Ферреро делла Мармора.
В 1867 году в Турине был поставлен памятник Алессандро Ла Марморе. Проект скульптора Джузеппе Кассано был утверждён в 1862 году. Автор объединил в монументе память о первой битве основателя берсальеров при Гойто в апреле 1848 года и его последней экспедиции в Крым в 1855 году.